# Schilo (Siedlung)
Schilo (hebräisch שילה) ist eine israelische Siedlung im nördlichen Westjordanland. Die Siedlung wurde 1978 gegründet und gehört zur Regionalverwaltung Mateh Benjamin. Die Einwohnerzahl beträgt 4.844 (Stand: Januar 2022).
Die internationale Gemeinschaft betrachtet Schilo, wie alle israelischen Siedlungen in den seit 1967 besetzten Gebieten, gemäß dem Völkerrecht als illegal. Israel bestreitet dies.

## Lage
Schilo wurde in den 1980er Jahren von Rabbiner Yoel Bin-Nun, einem Mitgründer von Gusch Emunim, angeführt. Die Siedlung liegt östlich der israelischen Sperranlage im nördlichen Westjordanland, rund 30 Kilometer nördlich von Jerusalem und 18 Kilometer südlich von Nablus. Sie liegt nahe der Landstraße 60, die das Westjordanland in Nord-Süd-Richtung durchquert. Mit den Siedlungen Shvut Rachel, Amichai, Eli und Ma'ale Levona sowie mehreren kleinen Außenposten östlich von Amichai bildet Schilo einen israelischen Siedlungsblock im Zentrum des nördlichen Westjordanlandes. Schilo grenzt im Süden an die palästinensische Ortschaft Turmus Aya und im Norden an Qaryut. 
Die moderne Siedlung Schilo wurde am Rande der archäologischen Stätte Khirbet Sailūn angelegt, die mit dem biblischen Ort Schilo identifiziert wird. Als Heiligtum, das die Bundeslade vor der Erbauung des Jerusalemer Tempels barg, ist der Ort Schilo innerhalb der Hebräischen Bibel von besonderer Bedeutung.

## Landfrage
Schilo wurde auf Land errichtet, was nach Angaben der palästinensischen NGO Applied Research Institute - Jerusalem (ARIJ) von den angrenzenden Dörfern Turmus Aya und Qaryut beschlagnahmt wurde.
Die Besitzansprüche auf das Land, auf dem Schilo erbaut wurde, sind umstritten. Nach Angaben der israelischen Regierung handelt es bei dem Land um state land, also Land, das vor dem Sechstagekrieg der jordanischen Regierung gehörte oder von Palästinensern, die vor dem Krieg flohen, zurückgelassen wurde. Die israelische NGO Peace Now und palästinensische Anwohner sprechen hingegen davon, dass mindestens ein Viertel der Siedlung auf Land im Privatbesitz erbaut wurde, was auch nach israelischem Recht illegal wäre.